# 林雲
林雲（英語：Thomas Lin Yun，1932年1月2日—2010年8月11日），譜名林石，號雲石，原籍日治台灣台中州台中市樹仔腳，出生於中華民國北平市。臺灣佛教系新興宗教人物，原為佛學學者，是當代佛教西藏黑教第四階段的創導者及，創立了融合宗教、哲學、靈學與中國民俗文化結合的獨特學說。他是一位宗教領袖，也是國際上的風水權威及易經學者。

## 生平
林雲祖父林染春本為福建漳州府平和縣生員，入籍臺灣臺中，為一名漢醫，入贅臺中富豪吳景春家，娶了吳景春之女「吳幸元」，即吳泮水之姊。林雲父親為林子瑾，母親林阿巧為林子瑾三房妻。林子瑾早年曾參與林獻堂等人創立台灣文化協會，因反對日本統治，受到台灣總督府的注意，舉家遷往北京定居。林雲出生於北京協和醫院，在家中排行第三，上有長兄、長姐，下有二妹、一弟，親近友人及弟子常暱稱他為「二哥」。六、七歲時在雍和宮受到西藏密宗黑教大德喇嘛的啟蒙，開始學習密宗黑教。
在中華人民共和國建國後，林雲於1949年隨家人回到台灣，就讀於省立台中第一中學（今國立臺中第一高級中學），後入國立台灣大學法律系，並同時就讀中國文化大學市政系。在台中時，林雲於密宗上師惠介夫大師及鄭奎英大師門下精修。後又從師多位國學、藝術與佛學大師如成惕軒教授、方東美教授、李炳南居士等等。
1970年代，林雲任教於香港中文大學，隨後應邀於美國講學，並先後擔任美國舊金山大學多元文化客座教授、史丹福大學大學客座教授，將他的學說推展到美洲。四十餘年來，林雲大師在世界各地著名大學演講，將他的學說介紹到歐美西方社會；尤其是風水這門學問，受到廣大興趣與重視，並掀起研究的熱潮。
1986年，林雲在加州柏克萊創立了雲林禪寺。1994年，又於柏克萊成立了雲林禪寺別院文化講堂。1996年，於紐約長島成立密宗廟『林雲禪院』。同時在世界各地的許多密宗同修家中、也先後成立了數十間的佛堂『雲石精舍』。2008年，在台灣台北市內湖區成立了雲石精舍台灣總舍。
1998年，西藏黑教（又稱本教、苯教）最高領袖龍塔登佩寧瑪法王率領四位高僧自印度前來美國，分別於加州柏克萊雲林禪寺及紐約長島林雲禪院為林雲舉行坐床典禮，封林雲為上師（或作法王），認證與黑教脈出同源。
林雲因患有心血管疾病，於2010年8月11日病逝於美國加州舊金山灣區，享壽78歲。

## 經歷
林雲大師生前為聖地牙哥州立大學文學院兼任教授，歷年曾任香港中文大學雅禮書院講師（1972-1978）、舊金山大學多元文化客座教授（1980-1981）、史丹佛大學東亞系客座教授（1981-1982）、及紐澤西西東大學遠東研究院研究教授（1982-1985）。
林雲大師經常接受各種媒體的訪問，他的訪問報導，也經常刊登在美、歐、亞洲的各大報章雜誌上。林雲大師多年在海外致力宣揚佛門密宗黑教學說與中華民俗文化，尤其是風水學與另類醫療，在國際間引起廣大迴響，倍受讚譽。將中華民俗文化推入國際學術殿堂，並廣傳於世界，是大師的卓越成就與貢獻。
1997年，美國北加州研究大學（Northern California Graduate University） 頒贈林雲大師人文心理學（Humane Psychology）榮譽博士學位。

## 學說
林雲所倡導的涵蓋了儒家思想、道家思想、陰陽學家思想、雜家思想、佛教顯密經論與修持法、易經、氣學理論、密醫祕術、堪輿學和民俗學等等。他著重出世之學，兼顧入世，並獨創密宗黑教風水觀、氣學理論、靈子說、多元緣生論、陰陽二分法等等學說，來解釋古老的佛教理論、中國哲學思想及民俗文化，以適合現代人的生活，並使西方人士也能明瞭接受。
宗教學者江燦騰則指出，林雲屬於自創型宗教，並非師承西藏佛教，其宗教表現與密教內容，對西藏系統並無影響，且雍和宮亦非密教的學習中心。

## 逸事
林雲曾被作家李敖在節目上指斥為「妖僧」，原因為李敖前妻胡茵夢聽信林雲之言而欲在房間四角擺上四個銅錢，李敖稱其為「妖妄之舉」。林雲在世時聽到李敖稱他為「妖僧」，並無提出抗議或修正，只以「李敖學問文章我素來佩服、他父親且是我（臺中一中）老師」云云帶過。2011年，中天新聞台節目《新台灣星光大道》討論「黑教林雲遺產爆紛爭，女弟子遭控獨吞七十億」議題，主持人周玉琴與名嘴王丰、劉益宏、黃光芹引述此事，以「妖僧」稱之，遭林雲外甥胡豪麟委任邱彰律師控告《中華民國刑法》「誹謗死者罪」。

## 弟子
著名弟子有邱彰、胡茵夢等人。在美國跟隨大師研習多年之中外弟子在風水領域相當活躍，各有著作流行坊間，其中有些著作譯有多國語言。
林雲大師早於數年前即已指定佛門密宗黑教總持朱筧立仁波切繼承佛門密宗黑教法脈。朱筧立亦曾於1998年受到西藏本教最高領袖龍塔登佩寧瑪法王之認証，加封為空行母仁波切。林雲大師圓寂後，佛門密宗黑教在朱筧立仁波切領導下進入第五階段。

## 著作
林雲大師與美國弟子羅四維（Sarah Rossbach）合著 Living Color（1994, 中譯《風水與色彩大智慧》） 與 Feng Shui Design（1998） 。

### 林雲大師與邱彰博士合著
- 《改變生命的密法》躍昇文化事業有限公司1991年出版 ISBN 9576301254
- 《改變婚姻的密法》華視文化事業股份有限公司1992年出版 ISBN 9575720318
- 《敲開讀書和考試的密門》躍昇文化事業有限公司1993年6月15日出版 ISBN 957630248X
- 《解讀三世姻緣的密碼》躍昇文化事業有限公司1993年12月1日出版 ISBN 9576302803
- 《養生駐顏大法》聯經出版事業股份有限公司1995年12月1日出版 ISBN 9570813415
- 《與林雲大師談前世今生》商周文化事業股份有限公司1993年12月31日出版 ISBN 9579002673
- 《老闆，看招！新新人類完全就業手冊：第一本顛覆職場的秘笈》大村文化出版事業有限公司1997年出版  ISBN 9579356955
- 《人生EQ解密：第一本解救生活的秘笈》大村文化出版事業有限公司1997年出版 ISBN 9578431112
- 《林雲大師、邱彰博士的神秘對話（有聲書，8片CD）》世界民俗出版社2005年1月28日出版 ISBN 9579778787
- 《改變命運的密法》米樂文化國際有限公司 ISBN 9789868835122